# Simbad, el mariner
 Simbad, el mariner  (original: Sinbad the Sailor) és una pel·lícula estatunidenca dirigida per Richard Wallace, estrenada el 1947 i doblada al català

## Argument
A l'Orient de Les mil i una nits, en Simbad és un cèlebre aventurer fantasiós que explica a una assistència crèdula i atenta els periples del seu vuitè viatge. En Simbad navega en companyia de l'Abbu, a la recerca d'una illa llegendària on es troba el fabulós tresor de Deriabar. En ruta, coneix nombrosos personatges tan desitjosos com ell d'apoderar-se d'aquestes riqueses. Així, coneix la captivadora Shireen, que espera servir-se de l'aventurer per posar la mà sobre el fabulós tresor, i cau sota el seu encant. Coneixerà també el cobdiciós emir de Daibul i el murri mag Jamal/Melik. En Simbad serà detingut abans d'arribar a l'illa, però trobarà una bona còmplice en la Shireen, que se n'ha enamorat. Com en els seus viatges precedents, en Simbad sabrà triomfar sobre tots els seus cruels enemics i acabarà als braços de la bella heroïna.

## Repartiment
- Douglas Fairbanks Jr.: Simbad el mariner
- Maureen O'Hara: Shireen
- Walter Slezak: Melik/Jamel
- Anthony Quinn: L'Emir de Daibul
- George Tobias: Abbu
- Jane Greer: Pirouze
- Alan Napier: Aga
- Mike Mazurki: Yusuf
- Sheldon Leonard: El subhastador
- John Miljan: Moga
- Brad Dexter: Muallin
- Altres actors, que no surten als crèdits: Glenn Strange, George Chandler, Louis-jean Heydt, Cy Kendall, Hugh Prosser, Harry Harvey, George Lloyd, Paul Guilfoye, Nick Thompson, Billy Bletcher, Max Wagner, Norbert Schiller, Wade Crosby, Ben Welden, Charles Soldani, Mikandor Dooraff, Joe Garcio, Chuck Hamilton, Phil Warren, Jamiel Hasson, Al Murphy, Bill Shannon, Dave Kashner, Eddie Abdo, Charles Stevens, Gordon Clark, Jean Lind, Mary Bradley, Norma Creiger, Vonne Lester, Lida Durova, Dolores Castelli, Milly Reauclaire, Teri Toy, Joan Webster, Leslie Charles, Norma Brown, Ann Cameron